# Gerald Presley
Gerald Presley (Arnprior, 31 maggio 1942 – White Rock, 6 maggio 2024) è stato un bobbista canadese.

## Biografia
Ai campionati mondiali vinse una medaglia d'oro nel 1965, nel bob a quattro con Victor Emery, Michael Young e Peter Kirby.
Morì presso il Peace Arch Hospital a White Rock il 6 maggio 2024, 25 giorni prima di compiere 82 anni.